# Multilateration
Multilateration betecknar en beräkningsmetod för att lokalisera ett objekt exakt genom att mäta skillnader i ankomsttid av en signal till exempel en radiovåg som sänts från ett objekt och mottagits av tre eller flera mottagare. Det kan också avse en metod att lokalisera en mottagare genom att mäta tidsskillnaden för signalens ankomst från tre eller flera synkroniserade sändare.